# Dactylobatus armatus
Dactylobatus armatus är en rockeart som beskrevs av Bean och Clarence Moores Weed 1909. Dactylobatus armatus ingår i släktet Dactylobatus och familjen egentliga rockor. IUCN kategoriserar arten globalt som otillräckligt studerad. Inga underarter finns listade i Catalogue of Life.